# Cryos International
Cryos International ist eine Samen- und Eizellenbank mit Hauptsitz in Aarhus in Dänemark. Sie wurde 1987 von Ole Schou gegründet. Die Bank hat eine Filiale in Florida in den Vereinigten Staaten von Amerika. In beiden Ländern ist es legal, die Identität von Samenspendern vor Eltern und Kindern geheim zu halten. Das Unternehmen  liefert in mehr als 100 Länder. Lesbische Paare und alleinstehende Frauen machten laut einem im September 2017 veröffentlichten Artikel 60 % der Kunden aus. Der Preis für Sperma variierte zwischen 40 und 1600 €.